# The Golden Lily
The Golden Lily este al doilea roman din seria Bloodlines scrisă de Richelle Mead. Va fi publicată de editura Razorbill în 19 iunie 2012.

## Personaje
- Sydney Sage
- Adrian Ivashkov
- Jill Mastrano
- Eddie Castile
- Dimitri Belikov
- Sonya Karp
- Rosemarie Hathaway